# أندريه فرانسوا
أندريه فرانسوا (بالفرنسية: André François)‏ (13 يناير 1886 روبيه فرنسا - 17 مارس 1915 فرنسا) هو لاعب كرة قدم فرنسي سابق كان يلعب كمهاجم، شارك في الألعاب الأولمبية الصيفية 1908.

## وصلات خارجية
- أندريه فرانسوا على موقع قاعدة بيانات كرة القدم.إي يو (الإنجليزية)
- أندريه فرانسوا على موقع ناشيونال فوتبول تيمز (الإنجليزية)
- أندريه فرانسوا على موقع عالم كرة القدم.نت (الإنجليزية)
- أندريه فرانسوا على موقع أوليمبيديا (الإنجليزية)